# Hochschule für Musik, Theater und Medien

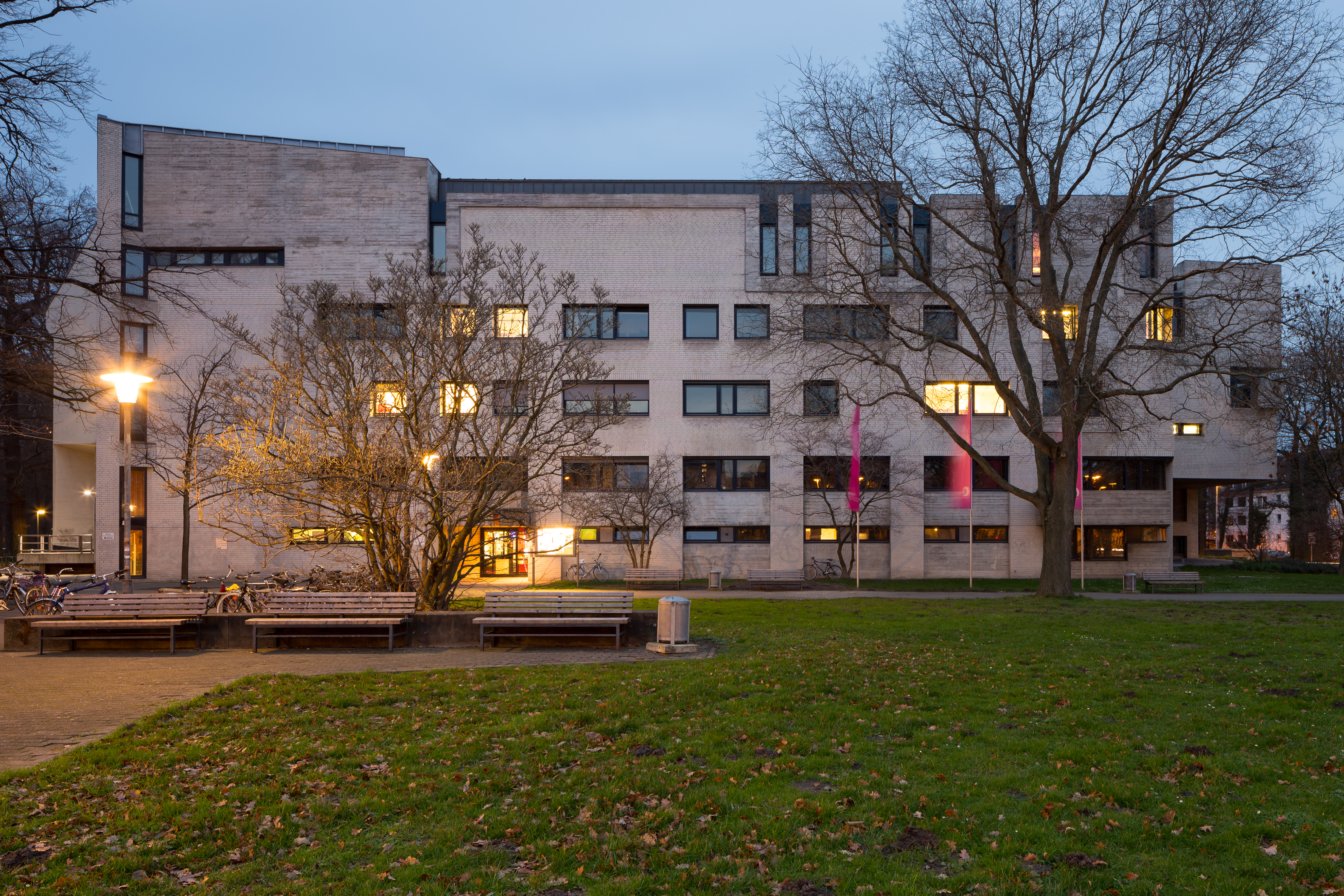
Hoofdgebouw aan de Emmichplatz Nr. 1

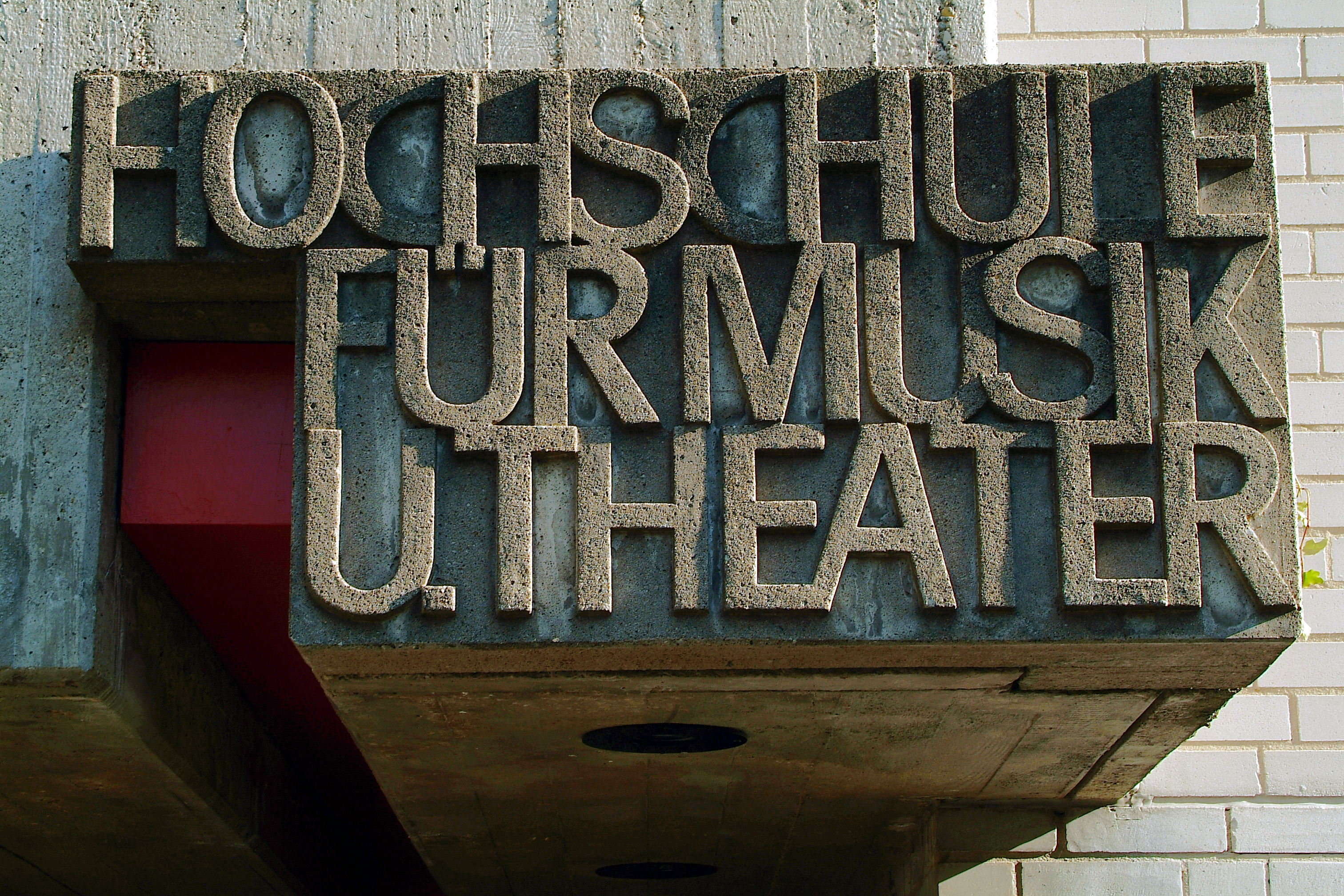

De Hochschule für Musik, Theater und Medien is een Duitse kunstacademie op hogeschoolniveau in Hannover. Men kan er promoveren middels een doctoraat en eveneens een habilitatie behalen na wetenschappelijke promotie. De instelling die werd opgericht in 1897 heeft gemiddeld een 1.500 studenten in 33 programma's voor de vorming van muzikanten, acteurs, muziekleerkrachten, musicologen. Mediastudies werd in 1990 aan het aanbod toegevoegd, de Medien werd in de naam van de instelling toegevoegd in 2010 waarbij verwezen wordt naar de mediastudies, maar evengoed naar de programma's journalistiek en communicatiewetenschappen.
- CiNii: DA1539832X
- Gemeinsame Normdatei: 16171931-4
- International Standard Name Identifier: 0000 0000 8775 661X
- Library of Congress Control Number: no2011171596
- MusicBrainz: 235ebe2a-4279-4dc4-9e20-c7d24ae9f762
- Nationale Bibliotheek van Tsjechië: ko20181014844
- Nationale Bibliotheek van Israël: 987010857534905171
- Système universitaire de documentation: 176529926
- Virtual International Authority File: 185726561